# Pseudocuma chevreuxi
Pseudocuma chevreuxi är en kräftdjursart som beskrevs av Fage 1928. Pseudocuma chevreuxi ingår i släktet Pseudocuma och familjen Pseudocumatidae. Inga underarter finns listade i Catalogue of Life.